# UFC 138
UFC 138: Leben vs. Muñoz fue un evento de artes marciales mixtas celebrado por Ultimate Fighting Championship el 5 de noviembre de 2011 en el LG Arena, en Birmingham, Reino Unido.

## Historia
Después de varios eventos programados en varios lugares del Reino Unido en 2011, incluyendo Glasgow, Liverpool, Londres, así como un regreso previsto a Irlanda, se esperaba que la organización no realizara un evento en el área durante 2011.
El evento principal fue el primer no-título a cinco rondas de cinco minutos en la historia de la UFC.
Mark Scanlon se espera hacer frente a James Head en este evento. Sin embargo, Scanlon fue retirado de la pelea y se sustituyó por el recién llegado a la promoción John Maguire. Luego, el 28 de septiembre, Head se retiró de la pelea debido a una lesión y fue reemplazado por Justin Edwards.
Pascal Krauss se espera hacer frente a John Hathaway en este evento. Sin embargo, el 30 de agosto Krauss se retiró de la pelea alegando una lesión en el hombro, y fue reemplazado por Matt Brown. Entonces, el 17 de octubre se anunció que Hathaway se vio obligado a retirarse de la pelea debido a una lesión también. Como resultado, Brown fue retirado del evento y se enfrentaría a Seth Baczynski en UFC 139.
Phil De Fries se espera hacer frente a Oli Thompson en este evento. Sin embargo, el 17 de octubre se anunció que Thompson se vio obligado a retirarse de la pelea debido a una lesión. De Fries luchó Rob Broughton en este evento en su lugar.
Anthony Njokuani estaba programado para pelear con Paul Taylor en la tarjeta principal. Sin embargo, Taylor sufrió una lesión por un latigazo cervical en caso de colisión menor de tránsito el 1 de noviembre lo que le obligó a salir de la pelea. Debido a la falta de tiempo para encontrar un reemplazo, Njokuani fue trasladado a una tarjeta de futuro, mientras que una pelea preliminar entre Cyrille Diabate y Perosh Anthony fue promovido a la tarjeta principal.
Este evento promedió 1,8 millones de espectadores en Spike TV.
Después del evento, Chris Leben dio positivo por sustancias prohibidas y fue posteriormente suspendido por un año.

## Premios extra
Cada peleador recibió un bono de $70,000.
- Pelea de la Noche: Brad Pickett vs. Renan Barão
- KO de la Noche: Che Mills
- Sumisión de la Noche: Terry Etim